# Tipo 1934

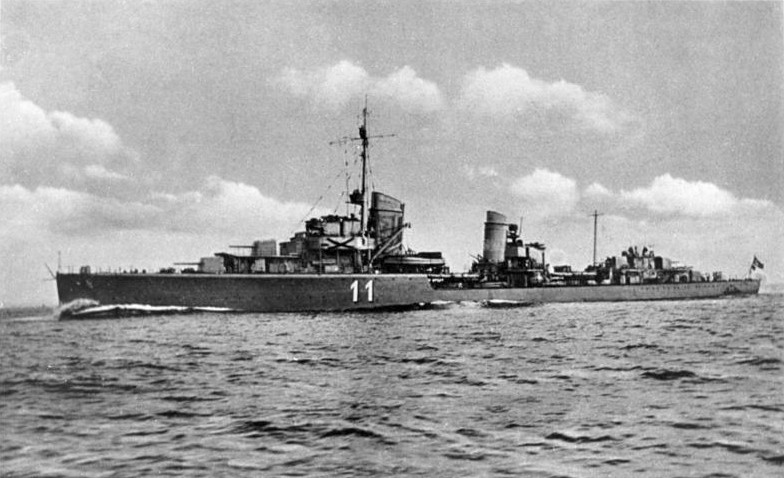
Esta clase de cuatro barcos fue la primera clase de destructor alemán construida después de 1918. Entraron en servicio a principio de 1937 y formaron la estructura básica de diseño de todos los destructores que vendrían después.

Tras la derrota en la Primera Guerra Mundial y hasta principios de los años 30, la Kriegsmarine centró sus limitados recursos en la construcción de cruceros y no abordó la necesidad de Zerstörer (destructores) hasta 1934, cuando comenzó la construcción de este tipo de buques. Esta clase de cuatro barcos fue la primera clase de destructor alemán construida después de 1918. Entraron en servicio a principio de 1937 y formaron la estructura básica de diseño de todos los destructores que vendrían después.
Los primeros Zerstörer Clase 1934 estaban equipados con cinco cañones de 12,7 cm y tubos lanzatorpedos; pero eran buques con problemas de navegación y motorización. Fueron diseñados en torno a un nuevo tipo de motor, que utilizaba vapor de alta presión. Esto teóricamente debería haber permitido lograr una mayor velocidad, mientras a la vez se ahorraba espacio y miembros de la tripulación. Sin embargo, el motor era tan complicado y propenso a averiarse, que obligó a la marina a asignar personal aún más altamente calificado a bordo para operarlo y repararlo. 
Como resultado de problemas de estabilidad, el alcance de los barcos tuvo que ser restringido por las regulaciones de la marina, permitiéndoles usar solo la mitad del combustible transportado, para evitar que al navegar en mar agitado. Esto se solucionó reconstruyendo los cuatro barcos de la clase antes de 1939. 
Desplazaban 3.156 toneladas y tenían 119,30 metros de eslora y 11,30 metros de manga. Su dotación era de 315 tripulantes. Se botaron los cuatro destructores entre octubre de 1934 y enero de 1935. Sólo un barco sobrevivió a la guerra. Los barcos recibieron el nombre de oficiales de la marina alemana muertos en combate en la Primera Guerra Mundial. 
Cuatro destructores forman esta clase: 
- Z1 (Leberecht Maass). Hundido en la campaña de Noruega.
- Z2 (Gerog Thiele). Hundido en la campaña de Noruega.
- Z3 (Max Schultz). Hundido en la campaña de Noruega.
- Z4 (Richard Beitzen). Sobrevivió a la guerra y pasó a manos británicas.